# Список авіабаз України
Список авіабаз України — список авіаційних баз військового та змішаного (військове/цивільне) призначення на території України.

## А
| Назва | Код  | Місце розташування     | Авіапарк | Додаткова інформація                                                                                            |
| ----- | ---- | ---------------------- | -------- | --- |
| Арциз | UKOA | Арциз, Одеська область | ----     | Аеродром використовувався місцевим аероклубом після розформування. 2014 року розпочалися відновлювальні роботи. |

## Б
| Назва       | Код  | Місце розташування               | Авіапарк                   | Додаткова інформація                                                     |
| ----------- | ---- | -------------------------------- | -------------------------- | ------------------------------------------------------------------------ |
| Багерове    | UKFR | смт Багерове, АРК                |                            | Аеродром розформований, не існує.                                        |
| Бельбек     | UKFB | Севастополь                      | МіГ-29, Л-39               | Колишнє розташування 204-ї бригади тактичної авіації.                    |
| Бердичів    | UKBR | Бердичів, Житомирська область    | ----                       | Аеродром розформований, не існує.                                        |
| Бердянськ   | ---- | Бердянськ, Запорізька область    | ----                       | Аеродром розформований, не існує.                                        |
| Біла Церква | UKBC | Біла Церква, Київська область    | Іл-76, Ан-12, АН-72, АН-24 | Запасний аеродром.                                                       |
| Близнюки    | ---- | смт Близнюки, Харківська область | ----                       | Аеродром розформований, не існує.                                        |
| Болград     | UKOD | Болград, Одеська область         | ----                       | Аеродром був розформований. Планується створити авіаційну комендатуру.   |
| Бориспіль   | UKBB | Бориспіль, Київська область      | Ан-30, Мі-8, Ан-26, Ту-134 | Розташування 15-ї бригади транспортної авіації.                          |
| Броди       | UKLB | Броди, Львівська область         | Мі-24, Мі-8                | Розташування 16-ї бригади армійської авіації.                            |
| Буялик      | UKOB | Буялик, Одеська область          | ----                       | Аеродром був розформований. 2014 року розпочалися відновлювальні роботи. |

## В
| Назва        | Код  | Місце розташування                | Авіапарк     | Додаткова інформація                                                                                          |
| ------------ | ---- | --------------------------------- | ------------ | --- |
| Вапнярка     | UKWV | смт Вапнярка, Вінницька область   | ----         | Аеродром розформований, не існує.                                                                             |
| Васильків    | UKKW | Васильків, Київська область       | МіГ-29, Л-39 | Розташування 40-ї бригади тактичної авіації                                                                   |
| Велика Круча | ---- | Велика Круча, Полтавська область  | ----         | Колишній аеродром Харківського авіаційного училища, розформований.                                            |
| Веселе       | ---- | Веселе, АРК                       | ----         | Запасний аеродром.                                                                                            |
| Вознесенськ  | UKOW | Вознесенськ, Миколаївська область | ----         | Запасний аеродром. Місце дислокації 15-ї авіаційної комендатури. 2014 року розпочалися відновлювальні роботи. |

## Г
| Назва       | Код  | Місце розташування            | Авіапарк                 | Додаткова інформація                                                             |
| ----------- | ---- | ----------------------------- | ------------------------ | -------------------------------------------------------------------------------- |
| Гавришівка  | UKWW | Гавришівка, Вінницька область | Ан-26, Ан-24, Мі-8, Мі-9 | Розташування 456-ї бригади транспортної авіації. У планах відновлювальні роботи. |
| Гвардійське | UKFG | смт Гвардійське, АРК          | Су-24, Су-24МР           | Авіаційний підрозділ Чорноморського флоту РФ                                     |
| Генічеськ   | ---- | Генічеськ, Херсонська область | ----                     | Аеродром розформований, не існує.                                                |
| Городня     | UKRG | Городня, Чернігівська область | Л-39                     | Тренувальна база. Колишній аеродром Чернігівського авіаційного училища.          |

## Д
| Назва    | Код  | Місце розташування                 | Авіапарк             | Додаткова інформація                                                                                 |
| -------- | ---- | ---------------------------------- | -------------------- | --- |
| Джанкой  | ---- | Джанкой, АРК                       | Як-52                | Товариство сприяння збройним силам України.                                                          |
| Добрянка | ---- | Горностаївка, Чернігівська область | ----                 | Аеродром розформований, не існує.                                                                    |
| Донузлав | ---- | смт Новоозерне, АРК                | ----                 | Запасний аеродром.                                                                                   |
| Дубно    | UKLJ | Дубно, Рівненська область          | До 2001 року Су-24М. | Проводиться розконсервація. Планується переведення 8-ї комендатури з луцького військового аеродрому. |

## Ж
| Назва    | Код  | Місце розташування            | Авіапарк | Додаткова інформація              |
| -------- | ---- | ----------------------------- | -------- | --------------------------------- |
| Жовтневе | ---- | Благодатне, Волинська область | ----     | Аеродром розформований, не існує. |
| Жуляни   | UKKK | Київ                          | ----     | Цивільний аеропорт.               |

## З
| Назва     | Код  | Місце розташування | Авіапарк           | Додаткова інформація                                           |
| --------- | ---- | ------------------ | ------------------ | -------------------------------------------------------------- |
| Запоріжжя | UKDE | Запоріжжя          | Іл-76, Ан-12, Мі-8 | Запасний аеродром. 2017 року розпочалися відновлювальні роботи |

## І
| Назва            | Код  | Місце розташування           | Авіапарк    | Додаткова інформація                         |
| ---------------- | ---- | ---------------------------- | ----------- | -------------------------------------------- |
| Івангород        | ---- | Івангород, Черкаська область | ----        | Аеродром розформований, не існує.            |
| Івано-Франківськ | UKLI | Івано-Франківськ             | МіГ-29 Л-39 | Розташування 114-ї бригади тактичної авіації |

## К
| Назва       | Код  | Місце розташування                 | Авіапарк                           | Додаткова інформація |
| ----------- | ---- | ---------------------------------- | ---------------------------------- | --- |
| Кодаки      | UKDD | Дніпро                             | ----                               | Цивільний аеропорт Дніпро. |
| Калинів     | UKLA | Новий Калинів, Львівська область   | Мі-8, Мі-24, Мі-26                 | Розташування 12-ї бригади армійської авіації. |
| Калинівка   | UKKN | Калинівка, Вінницька область       | ----                               | Аеродром Нацгвардії України. |
| Канатове    | ---- | Кропивницький                      | ----                               | Аеродром спільного використання державною та цивільною авіацією України. З травня 2015 у якості запасного. |
| Кача        | ---- | Кача, Севастополь                  | Бе-12, Ан-12, Ту-134, Ка-27, КА-29 | Аеродром ЧФ РФ. |
| Кіровське   | ---- | Кіровське, АРК                     | ----                               | Аеродром окупований. Колишній льотно-випробувальний центр ВПС України |
| Коломия     | UKLO | Коломия, Івано-Франківська область | ----                               | Запасний аеродром. Колишній 48-й окремий гвардійський розвідувальний авіаполк. Розпочалися відновлювальні роботи. |
| Конотоп     | UKBF | Конотоп, Сумська область           | ----                               | Запасний аеродром. Авіазавод. |
| Коростень   | ---- | Коростень, Житомирська область     | ----                               | Аеродром розформований, не існує. |
| Краматорськ | UKCK | Краматорськ, Донецька область      | ----                               | Аеродром використовувався місцевим аероклубом після розформування. Колишній 636-й винищувальний авіаполк. |
| Кривий Ріг  | ---- | Кривий Ріг                         | ----                               | Колишній 363-й полк транспортної авіації СРСР. Аеродром був розформований в 2000 році, потім поступово відновлюваний з 2017 року в умовах російсько-української війни. Запасний аеродром, планується формування авіаційної комендатури. |
| Кульбакине  | UKOR | Кульбакине, Миколаївська область   | Су-25, L-39, Су-24                 | Розташування 299-ї бригади тактичної авіації. Миколаївський центр підготовки ВПС України |
| Куп'янськ   | ---- | Куп'янськ, Харківська область      | ----                               | Аеродром розформований, не існує. |

## Л
| Назва     | Код  | Місце розташування              | Авіапарк      | Додаткова інформація                                               |
| --------- | ---- | ------------------------------- | ------------- | ------------------------------------------------------------------ |
| Лебедин   | ---- | Лебедин, Сумська область        | ----          | Аеродром розформований, не існує.                                  |
| Левківка  | ---- | Левківка, Харківська область    | ----          | Колишній аеродром Харківського авіаційного училища, розформований. |
| Лиманське | UKOM | с-ще Лиманське, Одеська область | ----          | Цивільний аеропорт. Авіазавод.                                     |
| Луганськ  | ---- | Луганськ                        | ----          | Аеродром розформований, не існує.                                  |
| Луцьк     | UKLC | Луцьк, Волинська область        | МіГ-29, Л-39М | Розташування 204-ї бригади тактичної авіації.                      |
| Любша     | ---- | Любша, Львівська область        | ----          | Аеродром розформований, не існує.                                  |

## М
| Назва      | Код  | Місце розташування             | Авіапарк     | Додаткова інформація                                                                   |
| ---------- | ---- | ------------------------------ | ------------ | -------------------------------------------------------------------------------------- |
| Маріуполь  | ---- | Маріуполь, Донецька область    | Л-39         | Тренувальна база. Колишній аеродром Луганського авіаційного училища.                   |
| Мелітополь | UKDM | Мелітополь, Запорізька область | Іл-76, Іл-78 | Розташування 25-ї бригади транспортної авіації.                                        |
| Миргород   | UKBM | Миргород, Полтавська область   | Су-27        | Розташування 831-ї бригади тактичної авіації.                                          |
| Мукачеве   | ---- | Мукачево, Закарпатська область | ----         | Аеродром розформований. Планується відновлення в якості аеродрому спільного базування. |

## Н
| Назва | Код  | Місце розташування          | Авіапарк    | Додаткова інформація   |
| ----- | ---- | --------------------------- | ----------- | ---------------------- |
| Ніжин | UKRN | Ніжин, Чернігівська область | Ан-32, Мі-8 | Аеродром ДСНС України. |

## О
| Назва       | Код  | Місце розташування                  | Авіапарк      | Додаткова інформація                                     |
| ----------- | ---- | ----------------------------------- | ------------- | -------------------------------------------------------- |
| Овруч       | ---- | Овруч, Житомирська область          | Су-24         | Аеродром розформований, не існує.                        |
| Озерне      | UKKO | смт Озерне, Житомирська область     | Міг-29, Су-27 | Розташування 39-ї бригади тактичної авіації.             |
| Октябрське  | ---- | Октябрське, АРК                     | ----          | Аеродром розформований, не існує.                        |
| Олександрія | UKBA | Олександрія, Кіровоградська область | ----          | Гвардійська авіаційна база Національної гвардії України. |
| Охтирка     | UKHA | Охтирка, Сумська область            | Л-39          | Аеродром розформований, не існує.                        |
| Очаків      | ---- | Очаків, Миколаївська область        | ----          |                                                          |

## П
| Назва    | Код  | Місце розташування            | Авіапарк        | Додаткова інформація                                         |
| -------- | ---- | ----------------------------- | --------------- | ------------------------------------------------------------ |
| Пальміра | ---- | Пальміра, Черкаська область   | ----            | Аеродром розформований, не існує.                            |
| Полтава  | UKHL | Полтава                       | ----            | Розташування 18-ї бригади армійської авіації. Музей авіації. |
| Попільня | ---- | Попільня, Житомирська область | ----            | Аеродром розформований, не існує.                            |
| Прилуки  | ---- | Прилуки, Чернігівська область | Ту-160, Ту-22М3 | Аеродром розформований, не існує.                            |

## Р
| Назва    | Код  | Місце розташування        | Авіапарк    | Додаткова інформація                                                      |
| -------- | ---- | ------------------------- | ----------- | ------------------------------------------------------------------------- |
| Раухівка | ---- | Раухівка, Одеська область | Мі-24, Мі-8 | Аеродром розформований, не існує. Колишній 287-й окремий вертолітний полк |

## C
| Назва            | Код  | Місце розташування                    | Авіапарк                               | Додаткова інформація                                        |
| ---------------- | ---- | ------------------------------------- | -------------------------------------- | ----------------------------------------------------------- |
| Саки             | ---- | Саки, АРК                             | Бе-12, Ан-26, Ан-2, Ка-27, Мі-14, Мі-8 | Аеродром окупований. Колишня 10-та бригада морської авіації |
| Старокостянтинів | UKLS | Старокостянтинів, Хмельницька область | Су-24М, Су-24МР                        | Розташування 7-ї бригади тактичної авіації.                 |
| Стрий            | ---- | Стрий, Львівська область              | Ту-22М3, Ту-16, МіГ-23                 | Аеродром розформований, не існує.                           |

## Т
| Назва  | Код  | Місце розташування         | Авіапарк | Додаткова інформація              |
| ------ | ---- | -------------------------- | -------- | --------------------------------- |
| Токмак | ---- | Токмак, Запорізька область | ----     | Аеродром розформований, не існує. |

## У
| Назва | Код  | Місце розташування       | Авіапарк | Додаткова інформація                                                                                             |
| ----- | ---- | ------------------------ | -------- | --- |
| Узин  | ---- | Узин, Київська область   | ----     | Аеродром розформований, не існує.                                                                                |
| Умань | ---- | Умань, Черкаська область | ----     | Колишня 202 авіаційна база (навчальна). Аеродром був розформований. 2017 року розпочалися відновлювальні роботи. |

## Ц
| Назва | Код  | Місце розташування            | Авіапарк | Додаткова інформація                 |
| ----- | ---- | ----------------------------- | -------- | ------------------------------------ |
| Цунів | UKLF | Заверешиця, Львівська область | ----     | Товариство сприяння обороні України. |

## Ч
| Назва              | Код  | Місце розташування              | Авіапарк                               | Додаткова інформація                                              |
| ------------------ | ---- | ------------------------------- | -------------------------------------- | ----------------------------------------------------------------- |
| Червоне-Пустогород | ---- | Пустогород, Сумська область     | ----                                   | Аеродром розформований, не існує.                                 |
| Черляни            | UKLX | Черляни, Львівська область      | Су-24                                  | Цивільний аеропорт.                                               |
| Чернівці           | ---- | Чернівці                        | ----                                   | Аеродром розформований, не існує. Літаки переведені до Борисполя. |
| Чернігів           | UKKP | Чернігів                        | Л-39                                   | Тренувальна база. Колишній аеродром 701-го навчального авіаполку. |
| Чорнобаївка        | UKOH | Чорнобаївка, Херсонська область | Мі-24, Мі-8                            | Розташування 11-ї окремої бригади армійської авіації.             |
| Чортків            | ---- | Чортків, Тернопільська область  | Су-24МП, Су-25, Л-39, Як-28ПП, МіГ-21Р | Аеродром розформований, не існує.                                 |
| Чугуїв             | UKHW | Чугуїв, Харківська область      | L-39, Ан-26, Ан-26Ш, Мі-8              | Тренувальна база. Розташування 203-ї навчальної авіабригади.      |

## Ш
| Назва   | Код  | Місце розташування           | Авіапарк | Додаткова інформація              |
| ------- | ---- | ---------------------------- | -------- | --------------------------------- |
| Шипинці | ---- | Шипинці, Чернівецька область | Мі-8     | Аеродром розформований, не існує. |

## Зауваження
1. ↑  Аеродром також відомий як «Авіабаза Червоноглинське»
2. ↑  Аеродром також відомий як «Авіабаза Жовтневе»
3. ↑  Аеродром також відомий як «Авіабаза Довгинцеве»